# XVIII Korpus Górski (III Rzesza)
XVIII Korpus Górski (XVIII. Gebirgskorps) – niemiecka jednostka wojskowa utworzona przez przekształcenie XVIII Korpusu Armijnego. 
Korpus powstał 30 października 1940 roku przez rozbudowę i przekształceniu XVIII Korpusu Armijnego. Kwatermistrzostwo wraz z dużą częścią korpusu oddano XXXXIX Korpusowi. 
W 1941 roku uczestniczył w agresji na państwa bałkańskie. W czasie agresji na Grecję wchodził w skład  14 Armii i brał udział w ataku na linię Metaksasa bronioną przez armię grecką. Od maja 1942 roku walczył w Laponii i północnej Norwegii, skąd dowództwo XVIII Korpusu Górskiego zostało przerzucone 9 lutego 1945 roku na front wschodni. 
Od lutego 1945 roku toczył boje przeciw Armii Czerwonej na terenie Prus Wschodnich, w składzie Grupy Armii Wisła. Na terenie Prus żołnierze XVIII Korpusu Górskiego oddali się do niewoli Armii Czerwonej.

## Dowódcy korpusu
- gen. piech. Eugen Beyer (do 1 czerwca 1940)
- gen. art. Hermann von Speck (1 czerwca – 15 czerwca 1940)
- gen. piech. Franz Böhme (15 czerwca 1940 – 10 grudnia 1943)
- generał Karl Eglseer (grudzień 1943 – czerwiec 1944)
- generał Friedrich Hochbaum (czerwiec 1944 – maj 1945)

## Struktura organizacyjna
Skład w 1941 roku:
- 2 Dywizja Pancerna
- 5 Dywizja Górska
- 6 Dywizja Górska
- 6 Dywizja Piechoty

Skład w maju 1944 roku:
- 6 Dywizja Górska SS Nord[potrzebny przypis]
- Dywizja Kräutler[potrzebny przypis]
- 7 Dywizja Górska[potrzebny przypis]
- 418 Górski Batalion Łączności[potrzebny przypis]
- 449 Górski Oddział Zaopatrzeniowy[potrzebny przypis]

Skład w 1941 roku:
- 2 Dywizja Piechoty
- 215 Dywizja Piechoty